# Plethogenesia pallida
Plethogenesia pallida is een haft uit de familie Palingeniidae. De wetenschappelijke naam van de soort is voor het eerst geldig gepubliceerd in 1965 door Demoulin.
De soort komt voor in het Australaziatisch gebied.